# Túquerres (ort)
Túquerres är en ort i Colombia.   Den ligger i departementet Nariño, i den sydvästra delen av landet, 600 km sydväst om huvudstaden Bogotá. Túquerres ligger 3 059 meter över havet och antalet invånare är 20 184.
Terrängen runt Túquerres är kuperad. Runt Túquerres är det ganska tätbefolkat, med 129 invånare per kvadratkilometer. Túquerres är det största samhället i trakten. Trakten runt Túquerres består i huvudsak av gräsmarker.